# Impuesto sobre Sucesiones y Donaciones (España)
El Impuesto sobre Sucesiones y Donaciones es un tributo establecido en España de naturaleza directa y subjetiva que grava los incrementos de patrimonio obtenidos a título lucrativo, es decir las herencias y donaciones recibidas por las personas físicas. Los incrementos lucrativos obtenidos por las personas jurídicas se encuentran sometidos al impuesto sobre sociedades. El impuesto está regulado en la Ley 29/1987, de 18 de diciembre, del Impuesto sobre Sucesiones y Donaciones., por el Real Decreto 1629/1991, de 8 de noviembre, por el que se aprueba el Reglamento del Impuesto sobre Sucesiones y Donaciones. En Cataluña por la Ley 10/2008, de 10 de julio, del libro cuarto del Código Civil de Cataluña, relativo a las sucesiones.
Las cantidades obtenidos por el adquirente que queden sujetos al impuesto sobre Sucesiones y Donaciones no se gravan en el IRPF. En el IRPF sí se someten, de haberlos, los incrementos en el patrimonio del transmitiente que se pongan de manifiesto con ocasión de una donación.
El impuesto sobre sucesiones y donaciones es un impuesto cedido; su rendimiento se encuentra cedido a las comunidades autónomas de régimen común, que son también titulares de importantes competencias normativas.
El impuesto se aplica en toda España, sin perjuicio de las peculiaridades propias de los regímenes forales de Concierto con el País Vasco y de Convenio con Navarra y de lo dispuesto en Convenios y Tratados Internacionales.
Se trata de un impuesto progresivo, desde un 7,65% hasta un 34% sin incluir bonificaciones ni reducciones. No obstante, las bonificaciones o reducciones son habituales en la mayoría de las comunidades autónomas, llegándose en varias de ellas a reducirse el tipo gravado hasta el 1%, o incluso hasta al 0% si la base imponible no supera un determinado mínimo. El tipo aplicable depende también de la consanguinidad del receptor o heredero, siendo menor cuanto mayor es su proximidad al fallecido o donante (descendientes, cónyuge...).
En España el impuesto sobre sucesiones aporta al Estado 2.780 millones de euros (dato de 2016), un 0,3% del PIB, lo que es una décima más que la media de la UE.

## Hecho imponible
Quedan sujetos a este impuesto los siguientes incrementos de patrimonio obtenidos a título lucrativo por una persona física:
1. La adquisición de bienes o derechos por herencia, legado o cualquier otro título sucesorio.
2. La adquisición de bienes y derechos por donación o cualquier otro negocio jurídico a título gratuito e inter vivos.
3. La percepción de cantidades por los beneficiarios de contratos de seguro sobre la vida, cuando el contratante sea persona distinta del beneficiario.

No están sujetos al impuesto sobre sucesiones y donaciones, por no tratarse de incrementos obtenidos a título lucrativo:
- Los premios obtenidos en loterías, apuestas deportivas, sorteos de la ONCE, rifas, tómbolas, etc.;
- Las subvenciones, becas y premios públicas o privadas con fines benéficos, docentes, culturales o deportivos;
- Las cantidades que, en concepto de prestaciones, se perciban por los beneficiarios de planes de pensiones y las transmisiones entre cónyuges para efectuar aportaciones a planes de pensiones.
- Determinadas percepciones con causa en seguros sobre la vida.

## Aplicación internacional
La tributación se determina en función de si el contribuyente tiene su residencia habitual en España o en el extranjero:
- Cuando tiene su residencia habitual en España tributa por obligación personal, por la totalidad de los bienes y derechos que adquiera, con independencia de donde estén situados o del domicilio o residencia de la persona o entidad pagadora,  sin perjuicio de la deducción por doble imposición internacional que pueda resultar aplicable. Para determinar la Comunidad Autónoma donde debe tributar.
- Los contribuyentes con residencia habitual en el extranjero se someten al impuesto por obligación real, tributando por:
  - La adquisición de bienes y derechos, cualquiera que sea su naturaleza, que estén situados, puedan ejercitarse o hayan de cumplirse en territorio español.
  - La percepción de cantidades derivadas de contratos de seguros sobre la vida, con determinadas particularidades y excepciones.

Los convenios internacional firmados por España hasta la fecha que afectan al Impuesto sobre Sucesiones son los de Grecia, Francia, y Suecia.

## Comunidades autónomas
Este impuesto se halla cedido a las comunidades autónomas. Las comunidades se atribuyen el rendimiento y además tienen capacidad para regular en su territorio los siguientes aspectos del impuesto:
- Las reducciones de la base imponible, tanto en las adquisiciones mortis causa como en las donaciones.
- La tarifa del impuesto.
- La determinación de los coeficientes multiplicadores y la cuantía del patrimonio preexistente.
- Las deducciones y bonificaciones de la cuota.
- La regulación de la gestión y liquidación del impuesto.

Se aplicará la regulación estatal en las comunidades autónomas que no las hayan regulado esta materia o cuando sea obligatorio, mientras que se aplicarán las normas de las Comunidades cuando hayan hecho uso de sus competencias.
El rendimiento corresponde a la Comunidad Autónoma en que:
- En las adquisiciones por causa de muerte y en las cantidades percibidas por los beneficiarios de seguros sobre la vida: a la Comunidad Autónoma donde el causante tuviese su residencia habitual en el momento del devengo.
- En las adquisiciones por donación: Si es de bienes inmuebles, a la Comunidad Autónoma donde radiquen y para los demás bienes y derechos: a la Comunidad Autónoma donde el donatario tenga su residencia habitual en la fecha del devengo.

## Devengo
El Impuesto se devenga:
- En las adquisiciones por causa de muerte y en los seguros sobre la vida para el caso de muerte: el día del fallecimiento del causante.
- En las donaciones u otros negocios jurídicos lucrativos inter vivos: el día en que se cause o celebre el acto o contrato.

## Prescripción
La regulación de la prescripción, según lo establecido en la Ley General Tributaria se aplica a los cuatro años.
El plazo de prescripción comienza a contar desde el final del plazo reglamentario de presentación de la declaración o autoliquidación.
Si las adquisiciones figuran incorporadas a un documento privado, el plazo de prescripción comienza a contar desde la fecha en que el documento surte efectos frente a terceros, incluida la Hacienda Pública.

## Sujeto pasivo
En las adquisiciones mortis causa, están obligados al pago del impuesto, a título de contribuyente, los beneficiarios de la herencia o el legado, con independencia de las estipulaciones que las partes establezcan o de las disposiciones ordenadas por el testador.
La condición de sujeto pasivo frente a la Hacienda Pública no se puede ver alterada por pactos entre particulares, con independencia de su validez entre las partes.
La renuncia pura y simple implica que el renunciante carece de la condición de contribuyente.

### Responsables subsidiarios
La Ley del impuesto contempla cuatro supuestos específicos de responsabilidad subsidiaria en el pago del impuesto, así como la posibilidad de exigir responsabilidad solidaria:
- En la transmisión mortis causa de depósitos, garantías o cuentas corrientes, los intermediarios financieros, entidades o personas que entreguen el metálico o los valores depositados, o devuelvan las garantías constituidas.
- En la transmisión de títulos valores que forman parte de la herencia, los mediadores que hubieran intervenido en dicha transmisión.
- En la entrega de cantidades a los beneficiarios designados en los contratos, las entidades de seguros que las satisfagan.
- También es responsable subsidiario el funcionario que autorice el cambio de sujeto pasivo en los registros fiscales, sin exigir previamente la justificación del pago del impuesto.

Las entregas de metálico o valores y las demás operaciones señaladas no implican incursión en responsabilidad cuando se produzcan con el exclusivo objeto de habilitar fondos para hacer frente al pago del propio impuesto.

## Base imponible
En las transmisiones mortis causa, la base imponible está constituida por el valor neto de la participación individual de cada heredero en el caudal hereditario, entendiendo como tal el valor real de los bienes y derechos que formen el caudal relicto, minorado por las cargas o gravámenes, deudas y gastos que sean deducibles.
Se contempla la posibilidad de acumulación de donaciones.
El caudal hereditario o caudal relicto está constituido por los bienes que integran jurídicamente la herencia del fallecido, que los interesados declaran como tales, más los denominados bienes adicionables y los que formen parte del ajuar doméstico.
Para hallar el valor neto de la adquisición individual, además de la adición de otros bienes a los declarados por los interesados, hay que minorar el valor resultante mediante la deducción de cargas o gravámenes, deudas y gastos.

### Bienes adicionables
La Administración puede adicionar a los bienes declarados otros que ya no pertenecían al fallecido en el momento de su muerte. La ley presume, al haberse desprendido de tales bienes en una fecha anterior y próxima al fallecimiento, que la disposición obedecía al ánimo de eludir el pago del impuesto por parte de los futuros herederos.
- Los bienes de todas clases que hubiesen pertenecido al causante hasta un año antes de su fallecimiento.
- Los bienes y derechos adquiridos en usufructo por el causante durante los 3 años anteriores al fallecimiento.
- Bienes y derechos transmitidos por el causante durante los 4 años anteriores a su fallecimiento, con reserva del usufructo de los mismos o cualquier otro derecho vitalicio.
- Valores y efectos transmitidos por endoso.
- Los bienes integrantes del ajuar doméstico.

## Base liquidable
La base liquidable se obtiene aplicando a la base imponible las reducciones que procedan, practicando en primer lugar las reducciones del Estado y a continuación las creadas por la Comunidad Autónoma, que pueden mantener las reducciones establecidas por el Estado o mejorarlas.
Las reducciones estatales se establecen, con carácter descendente, según el grupo de pertenencia:
- Grupo I: Descendientes, cualquiera que sea su filiación o adoptados, menores de 21 años.
- Grupo II: Descendientes y adoptados mayores de 21 años y los cónyuges, ascendientes o adoptantes de cualquier edad.
- Grupo III: Colaterales de 2º y 3.er grado y ascendientes y descendientes por afinidad.
- Grupo IV: Las demás personas no incluidas en alguno de los grupos anteriores, es decir colaterales de 4º grado o más; parientes afines fuera de la línea directa y extraños.

Existen igualmente normas específicas para la transmisión de la vivienda habitual y de empresas familiares.

## Deuda tributaria
Para obtener la deuda tributaria, es necesario determinar previamente la cuota íntegra del impuesto, que se obtiene aplicando a la base liquidable la escala aprobada por cada Comunidad Autónoma o, en su defecto, la escala estatal.
La cuota tributaria se obtiene aplicando a la cuota íntegra el coeficiente multiplicador que corresponde en función de la cuantía de los tramos del patrimonio preexistente, aprobado por la Comunidad o, en su defecto, el aprobado por la normativa estatal.
Por último, de la cuota se restan las deducciones y bonificaciones establecidas por el Estado y las aprobadas por las respectivas Comunidades.

## Plazo de presentación
El plazo de presentación es de 6 meses desde el momento del fallecimiento del causante.